# Radowci (obwód Wielkie Tyrnowo)
Radowci (bułg. Радовци) – wieś w Bułgarii, w obwodzie Wielkie Tyrnowo, w gminie Elena. W 2024 roku liczyła 1 mieszkańca.